# 紫薇

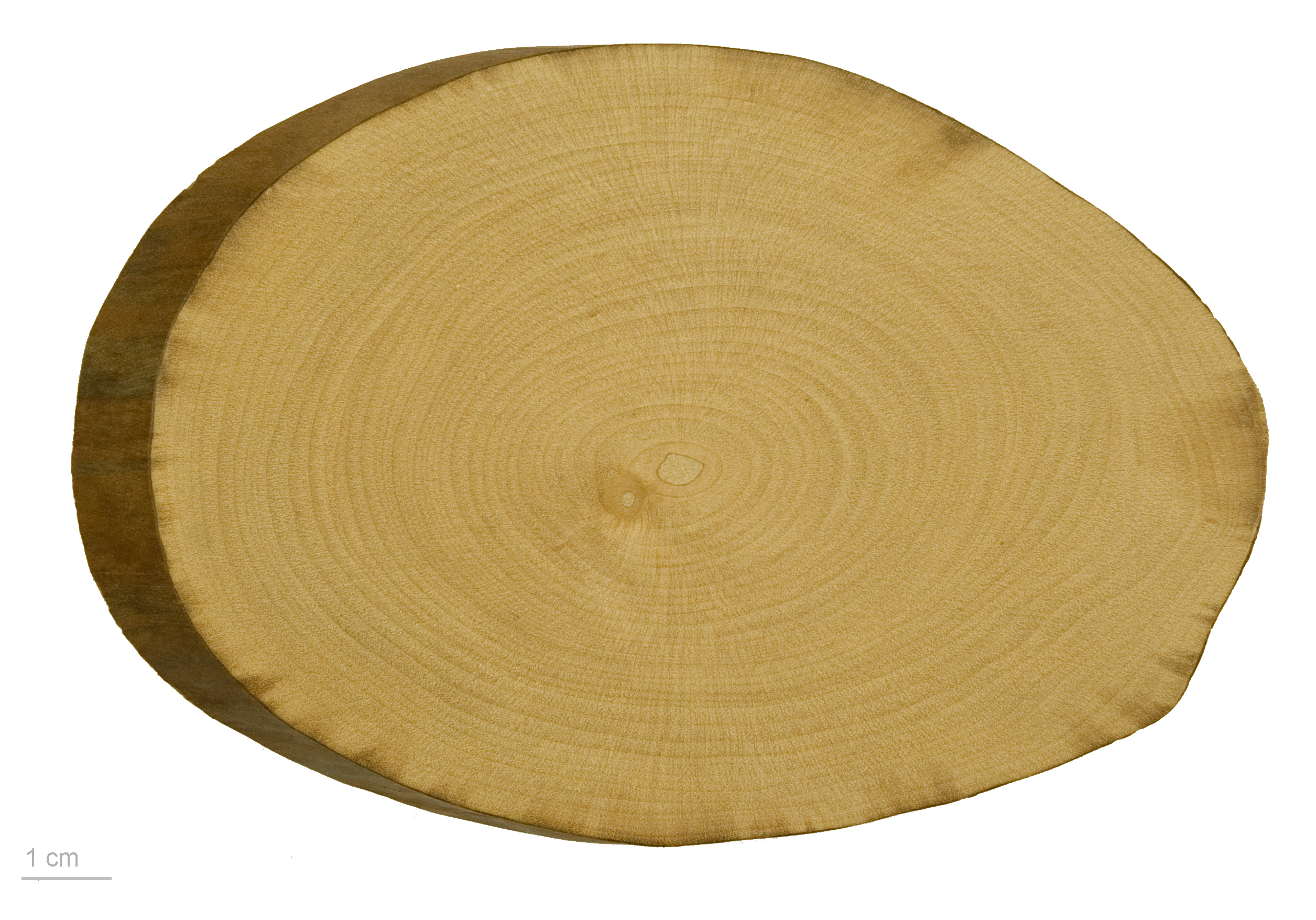
紫薇木材标本

紫薇（学名：Lagerstroemia indica）是一种小乔木，原产中国，是一种适应性强的长寿树种。花期長，所以又有「百日紅」之稱。紫薇花是安阳市和襄阳市市花 （页面存档备份，存于）。因其树型不高，所以非常适宜作为庭院观赏树和街道绿化树。紫薇在中国已经有几千年的栽培史，唐朝时就盛植于长安宫廷之中。
在中国贵州省铜仁印江紫薇镇，有一棵距今近1400年的紫薇王。
紫薇的拉丁种名来源于瑞典商人Magnus von Lagerström，因为他向创造双名法的瑞典植物学家林奈提供了这种植物的样本。

## 形态
紫薇與九芎非常相像，樹幹都十分光滑, 同屬於千屈菜科 Lythraceae 。落叶小乔木；新生树皮后旧皮脱落，故树干光滑；紫薇花從白到紅都有，九芎的花色則是純淨的白，每年夏至秋季可持續開花不間斷。夏季满树开花，顶生圆锥花序，每朵花有六瓣，花瓣皱缩如同皱纹纱，英语称其为“皱纹纱桃金娘”（Crape myrtle 或 Crepe myrtle），花色有白色、红色、紫色、淡藕荷色等多种颜色，边缘有不规则缺刻，基部具有长爪，非常美观；花期可长达2—3个月。

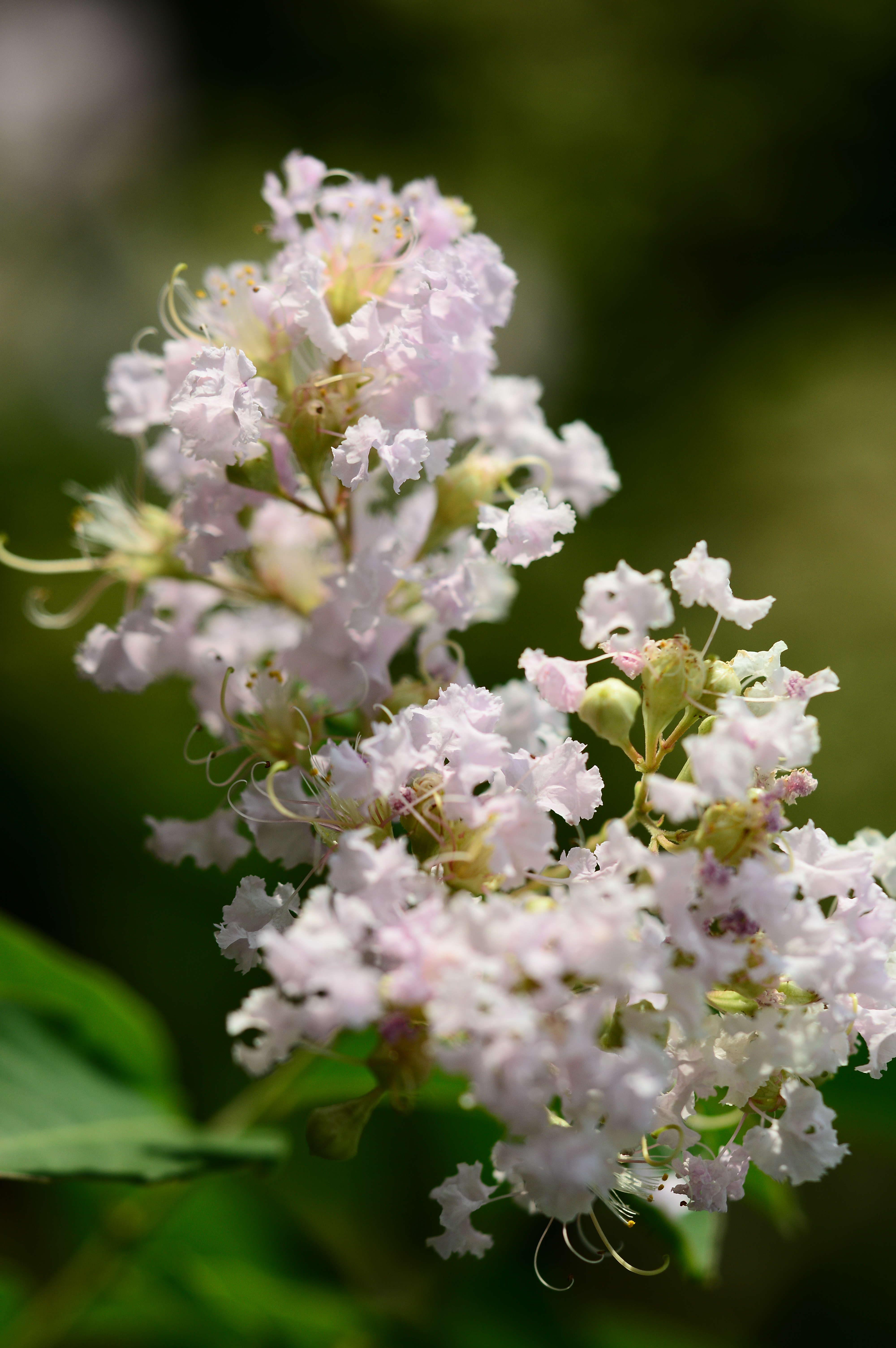
台灣老松國小紫薇
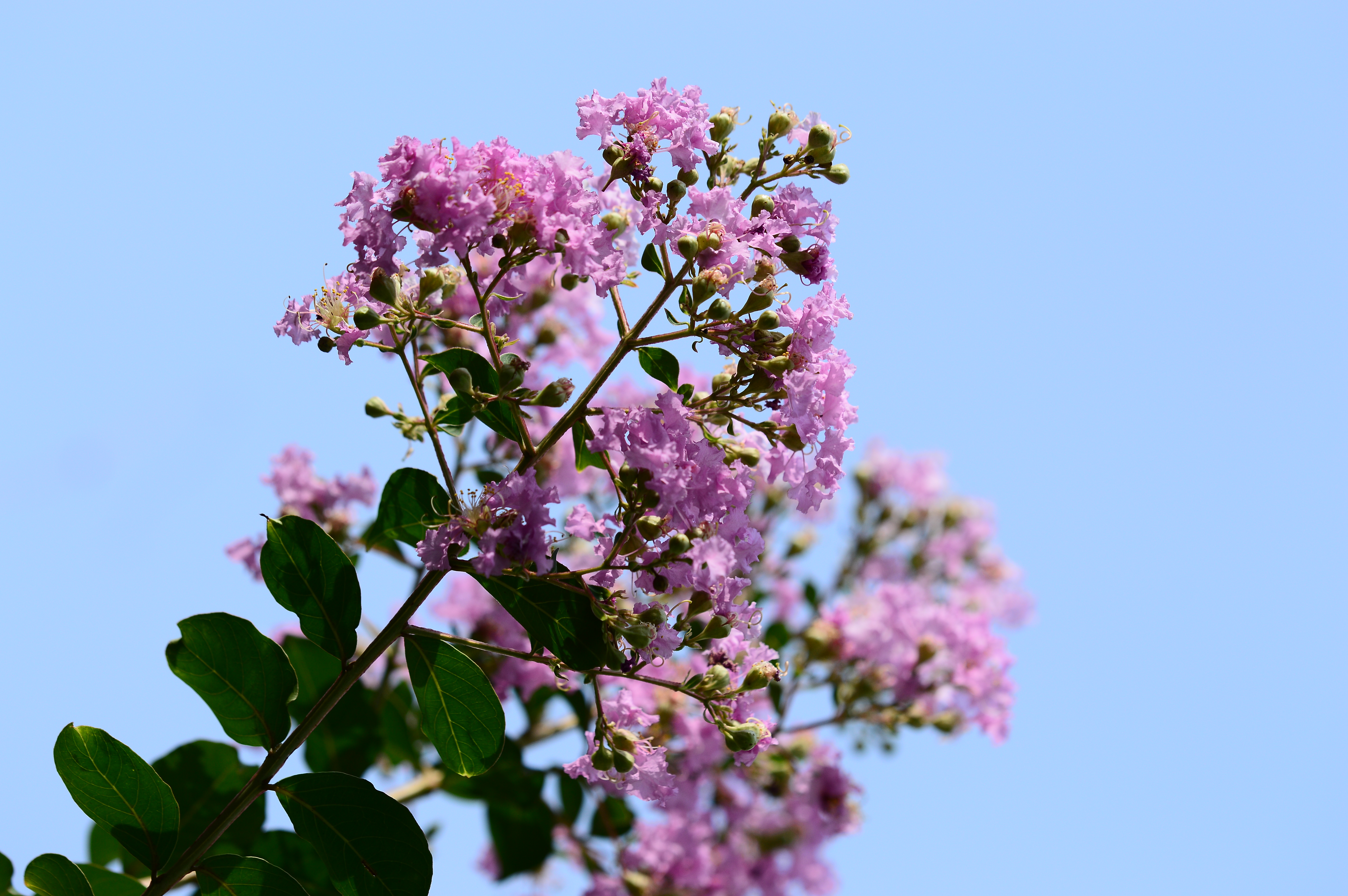
台灣老松國小紫薇
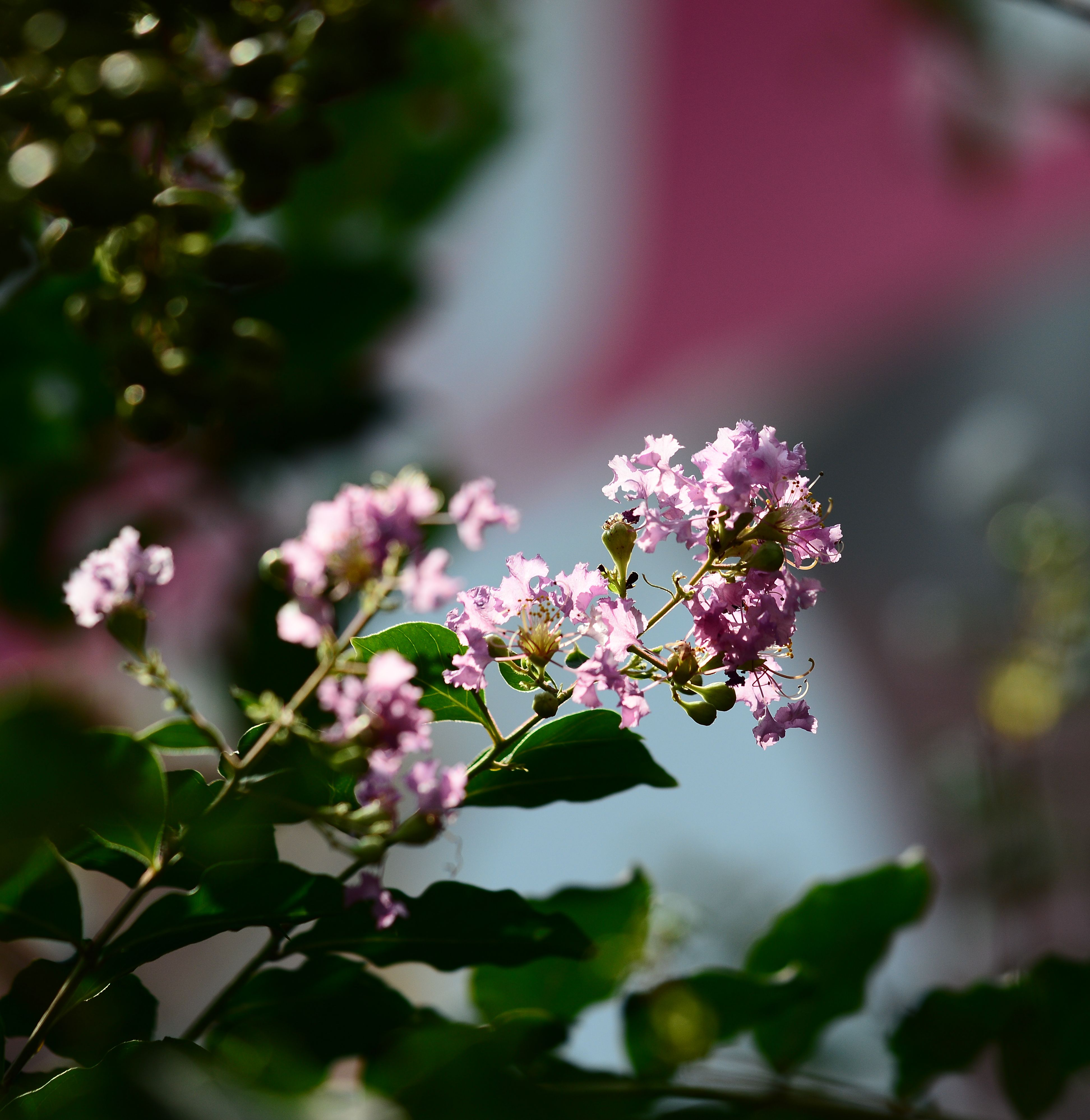
台灣老松國小紫薇
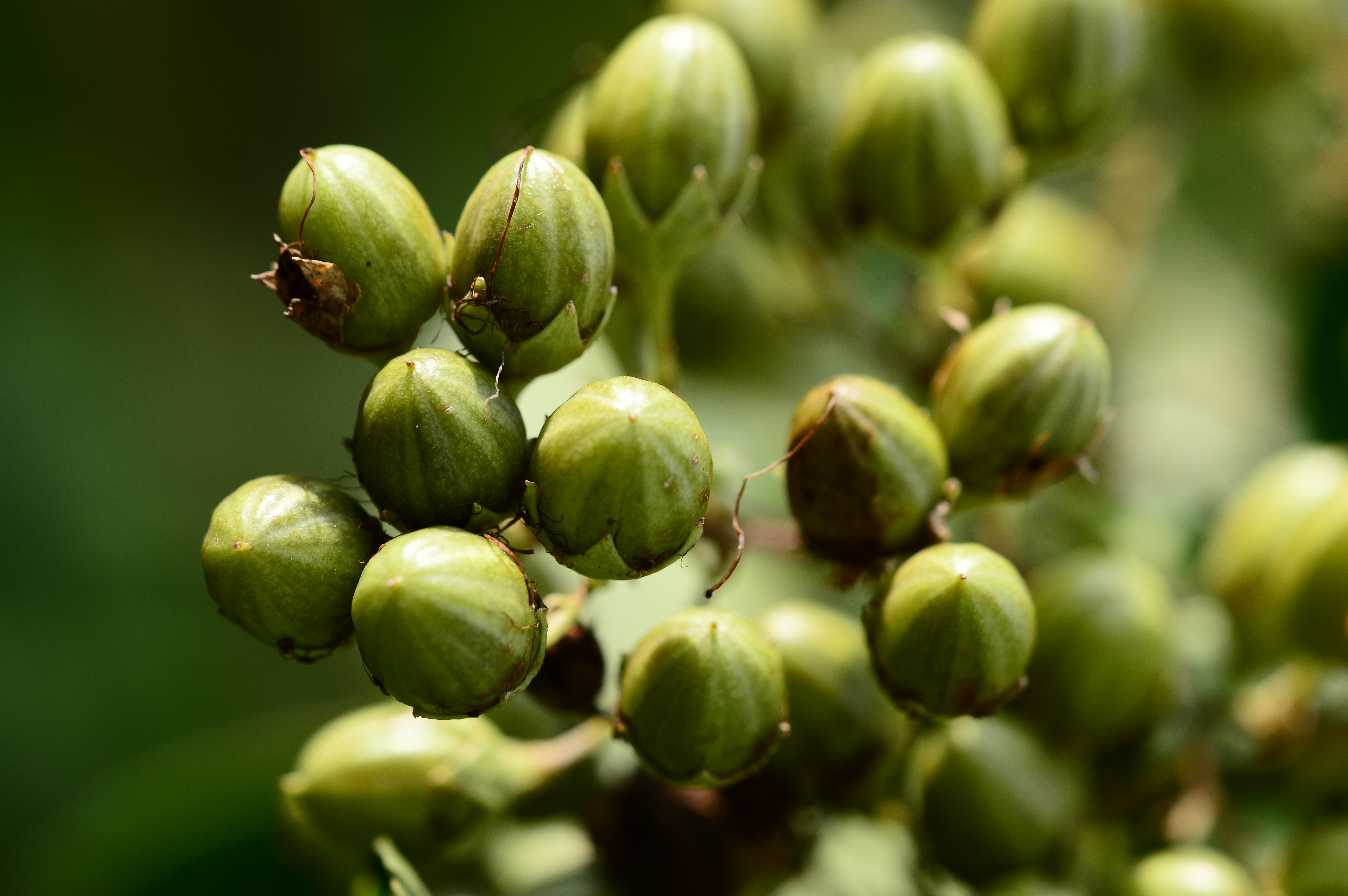
老松國小紫薇果實
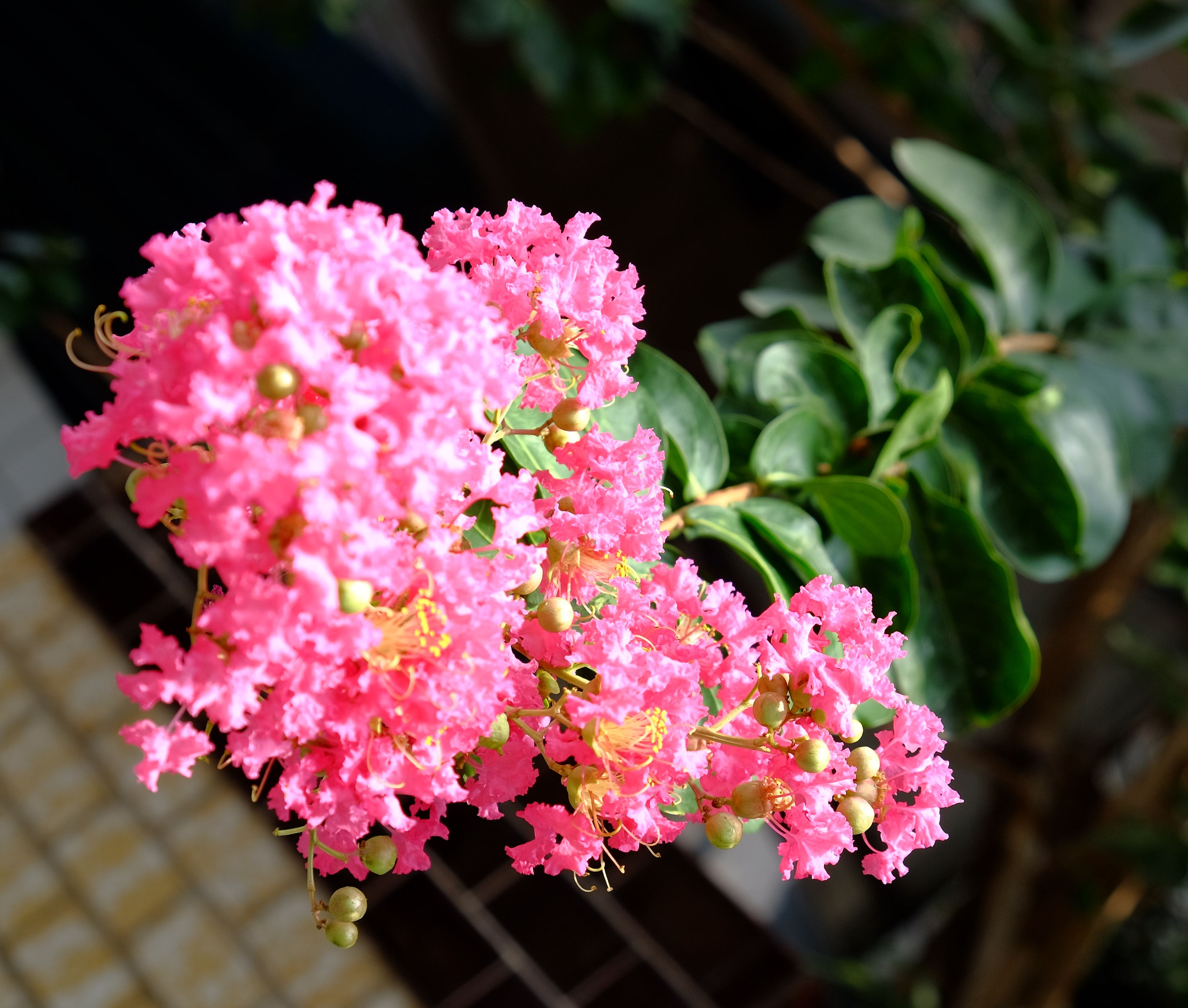
台北市紫薇
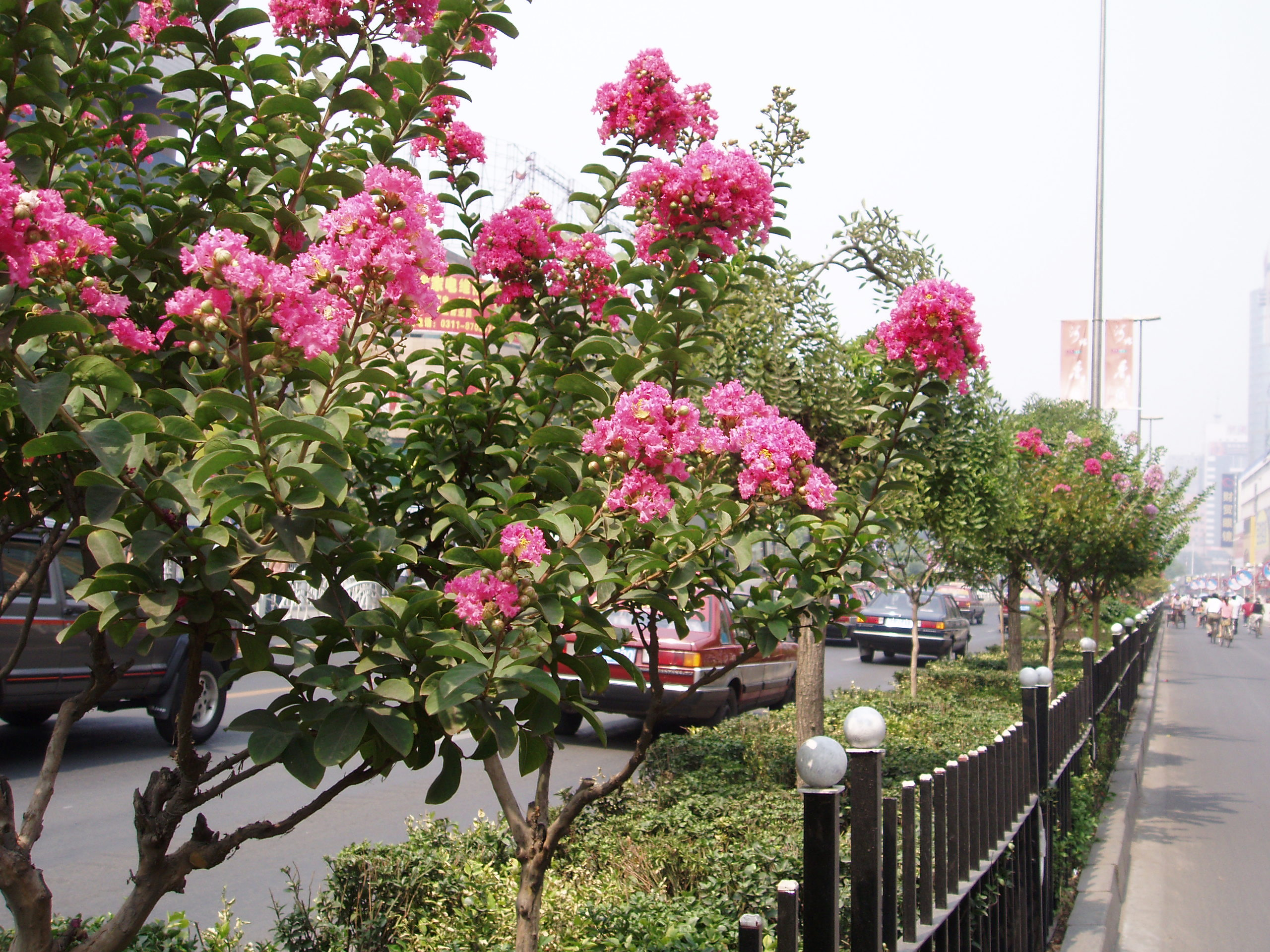
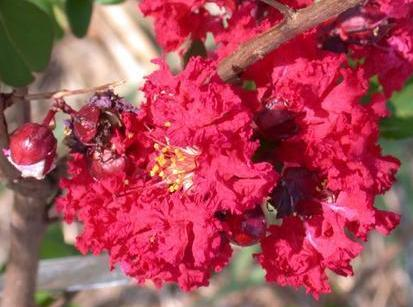
紫薇栽培种'Dynamite'
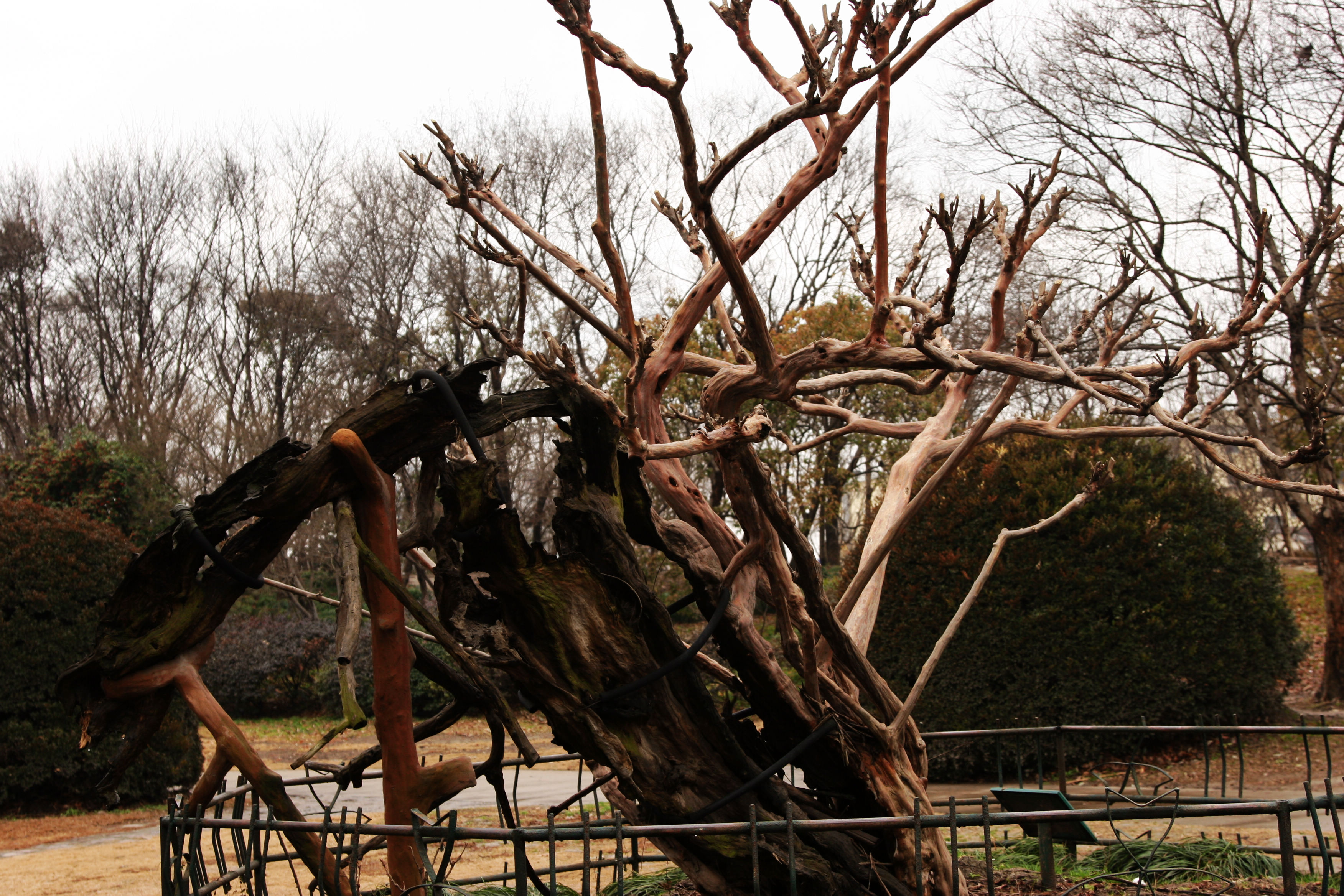
一株百年紫薇

## 延伸阅读
[在维基数据编辑]
 《欽定古今圖書集成·博物彙編·草木典·紫薇部》，出自陈梦雷《古今圖書集成》
 《植物名實圖考·紫薇》，出自吳其濬《植物名實圖考》

## 外部連結
- 紫薇1 （页面存档备份，存于）
- 紫薇2
- 紫薇4 （页面存档备份，存于）
- 中研院資源網關於紫薇的介紹 （页面存档备份，存于）
- 紫薇 Ziwei （页面存档备份，存于） 藥用植物圖像數據庫 (香港浸會大學中醫藥學院) （繁體中文）（英文）

1. ↑  . 花植网.   [2024-02-28]. （原始内容存档于2024-02-28）.
2. ↑  . www.thepaper.cn.   [2024-02-28]. （原始内容存档于2024-02-28）.
3. ↑  张, 启翔. . 北京林业大学学报. 1991, (4)  [2024-02-28]. ISSN 1000-1522. （原始内容存档于2024-02-28）.